# Benjamin Lacombe

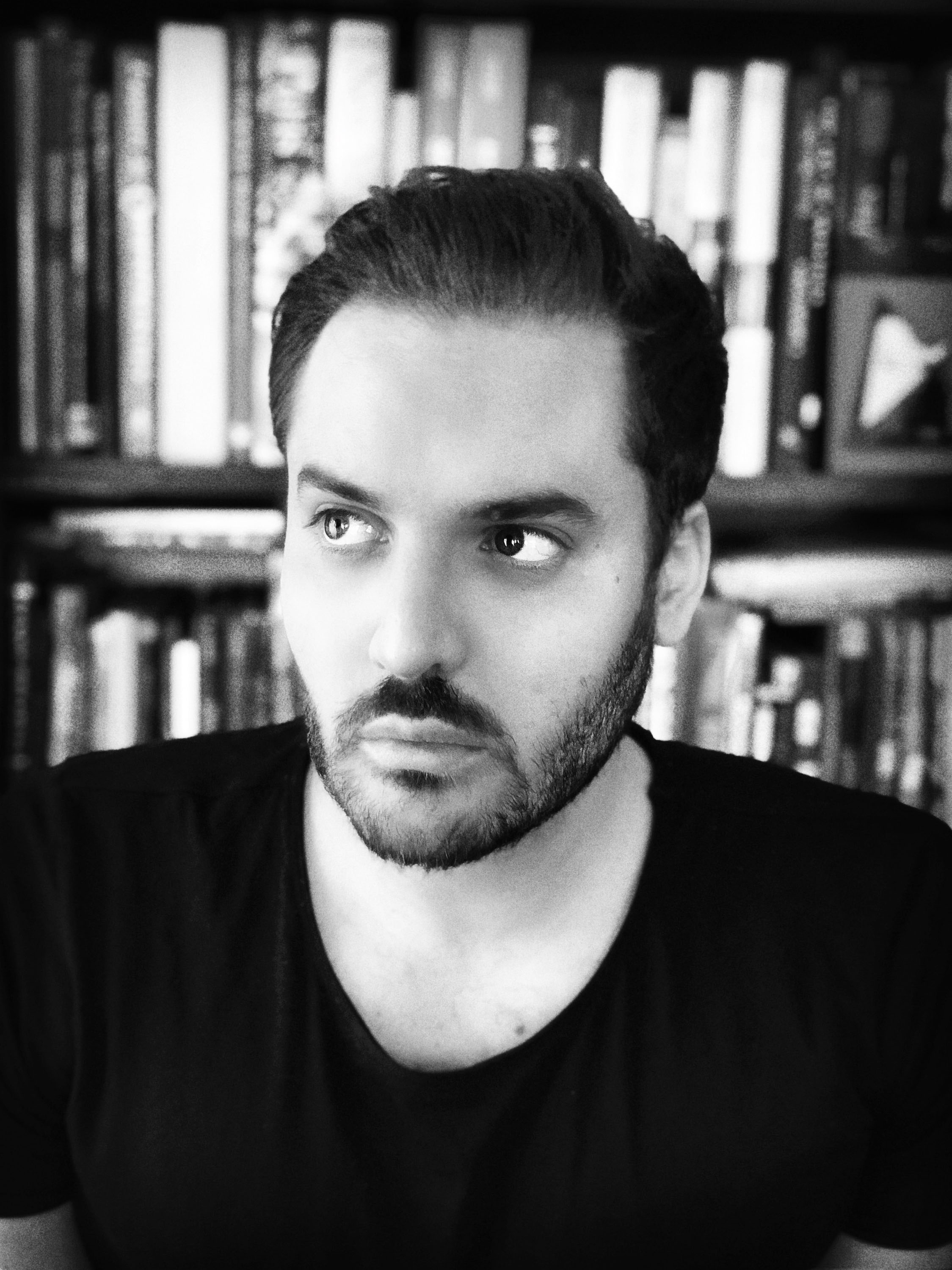
Benjamin Lacombe

Benjamin Lacombe (* 12. Juli 1982 in Paris, Frankreich) ist ein französischer Autor, Illustrator und Zeichner.

## Leben
Benjamin Lacombe studierte grafische Künste an der Pariser École nationale supérieure des arts décoratifs und arbeitete parallel als Werbe- und Comiczeichner. Er arbeitet für internationale Verlage und hat Bilderbücher illustriert und geschrieben. Benjamin Lacombe lebt in Paris.
Im Jahr 2001 war er auf der École nationale supérieure des arts décoratifs (ENSAD) in Paris, wo er seine künstlerische Ausbildung machte.
Während des Studiums arbeitete er in der Werbung und in der Animation und zeichnete seine ersten Comic- und illustrierte Bücher. Das erste Buch, von dem er Autor und Illustrator ist, entstand 2006. Es trägt den Titel „Cherry Cherry“ und ist ein Kinderbuch. Im folgenden Jahr wurde es bei Walker Books (USA) veröffentlicht und vom Time Magazine als eines der 10 besten Bücher für Kinder des Jahres 2007 in den USA genannt. Benjamin Lacombe hat mit  den Verlegern Albin Michel, Barefoot Books (USA), Edelvivives (Spanien), Hemingway Korea (Korea), Mailand, MaxMilo, Sarbacane Sun Walker Books (USA) und dem Jugend Threshold gearbeitet. Benjamins Werke wurden zum Beispiel nei Ad Hoc Art (New York), L'Art de rien (Paris), Daniel Maghen (Paris), Dorothy Circus (Rome), Maruzen (Tokyo) ausgestellt.

## Werke
Bücher
- Le maître chat (Text von Charles Perrault), Édition Hatier 2003
- Le petit chaperon rouge Édition Seuil Jeunesse 2004
- Cerise Griotte Édition Seuil Jeunesse 2006
- Longs cheveux Édition Talents Hauts 2006
- Pourquoi la carapace de la tortue? (Text von Mimi Barthélémy), édition Seuil Jeunesse 2006
- Raconte-moi encore un conte (Sammelwerk) édition Tourbillon 2007
- Destins de chiens (Text von Sébastien Perez), Édition Max Milo Jeunesse 2007
- La funeste nuit d'Ernest (Text von Sébastien Perez), Édition Sarbacane 2007
- Les amants papillon Édition Seuil Jeunesse 2007
- La petite sorcière (Text von Sébastien Perez), Édition Seuil Jeunesse 2008
- Le Grimoire de Sorcières (Text von Sébastien Perez) Édition Seuil Jeunesse 2008
- L'enfant silence (Text von Cécile Roumiguière), Édition Seuil Jeunesse 2008
- Les contes macabres (Text von Edgar Allan Poe), Édition Seuil Jeunesse 2009
- Blues Bayou (illustriert von Daniela Cytryn), Milan Jeunesse Éditions 2009
- Blanche-Neige, Éditions Milan 2010
- L'Herbier des Fées (Text von Sébastien Perez), Les Éditions Albin Michel 2012
- Ondine, Les Éditions Albin Michel 2012
- Swinging Christmas (Text von Olivia Ruiz), Les Éditions Albin Michel 2012
- Madame Butterfly, Les Éditions Albin Michel 2013
- Leonardo & Salaï. Première Partie. Il Salaïno, Éditions Soleil 2014

Comics
- L'esprit du temps 2 Bände, Édition Soleil 2003 und 2005

Veröffentlichungen in deutscher Übersetzung
- Lisbeth und das Erbe der Hexen (Text von Sébastien Perez), Jacoby & Stuart, Berlin 2009, ISBN 978-3-941087-58-3.
- Unheimliche Geschichten (Text von Edgar Allan Poe), Jacoby & Stuart, Berlin 2010, ISBN 978-3-941787-03-2.
- Schneewittchen (Text der Gebrüder Grimm), Jacoby & Stuart, Berlin 2011, ISBN 978-3-941787-39-1.
- Das Elfen-Bestimmungsbuch (Text von Sébastien Perez), Jacoby & Stuart, Berlin 2012, ISBN 978-3-941787-84-1.
- Undine (nach der Erzählung von Friedrich de la Motte Fouqué), Jacoby & Stuart, Berlin 2013. ISBN 978-3-941087-21-7.
- Swinging Christmas (nach einer Erzählung von Olivia Ruiz), Jacoby & Stuart, Berlin 2013. ISBN 978-3-942787-05-5.
- Lisbeth, die kleine Hexe, Jacoby & Stuart, Berlin 2013. ISBN 978-3-942787-10-9.
- Madame Butterfly, Jacoby & Stuart, Berlin 2014. ISBN 978-3-942787-22-2.
- Leonardo & Salaï (mit Illustrationen von Paul Echegoyen), Jacoby & Stuart, Berlin 2015. ISBN 978-3-942787-51-2

## Auszeichnungen
- 2012: Kröte des Monats Dezember für Das Elfen-Bestimmungsbuch (mit Sebastien Perez)